# 沙治奧·施里奧
塞尔希奥·西里奥·奥利瓦雷斯（西班牙語：Sergio Cirio Olivares，1985年3月9日—），是一名西班牙職業足球員，司職前鋒，現效力澳職球會阿德萊德聯。

## 職業生涯
西里奥生於巴塞隆拿，在西班牙大部份時間都效力第三級別西乙B的球會，在2007-2008年間曾赴希臘發展加盟阿特罗米托斯，之後返回西班牙踢球。2013年，他離開賀斯比圖勒轉到澳洲發展，加盟阿德萊德聯，簽約兩年。2013年10月18日，他透過主射點球取得在新球會的首顆進球，以2-2戰平墨尔本胜利。2014年2月23日同樣對墨尔本胜利，他大演帽子戲法，可是球隊仍以4-3輸球收場。2014/15球季，他在澳洲足總盃所有比賽中均取得進球，其中決賽的入球更助球會奪得冠軍，以1-0擊敗珀斯光輝，賽後當選為全場最佳球員。

## 榮譽
阿德萊德聯
- 澳洲足總盃：2014